# LKS Gąsawa
LKS Gąsawa – polski zespół hokeja na trawie występujący w sezonie 2024/2025 w Superlidze. Siedziba klubu znajduje się w Gąsawie.
Sekcja hokeja na trawie w Gąsawie powstała w 1969 roku. Drużyna mężczyzn siedmiokrotnie zdobywała medale seniorskich mistrzostw Polski. Największym sukcesem jest wywalczenie tytułu wicemistrzowskiego w 1992 roku. Oprócz tego klub sześć razy zdobył brązowy medal (2002, 2005, 2006, 2017, 2018, 2020). Poza tym drużyna z Pałuk wielokrotnie zdobywała medale w kategoriach juniorskich.
W 2020 roku drużyna po ponad 20 latach gry na najwyższym szczeblu rozgrywkowym została zdegradowana.
W 2021 roku seniorki wywalczyły po raz pierwszy w historii brązowy medal mistrzostw Polski.
W halowej odmianie seniorzy w 2025 roku zdobyli tytuł mistrza Polski oraz czterokrotnie wywalczyli brązowy medal w latach 2004, 2015, 2016 i 2024, a seniorki zostały wicemistrzyniami Polski w 2018 roku.